# Роско (Монтана)
Роско (англ. Roscoe) — переписна місцевість (CDP) в США, в окрузі Карбон штату Монтана. Населення — 16 осіб (2020).

## Географія
Роско розташоване за координатами 45°21′6″ пн. ш. 109°29′36″ зх. д. / 45.35167° пн. ш. 109.49333° зх. д. (45.351716, -109.493379).  За даними Бюро перепису населення США в 2010 році переписна місцевість мала площу 0,58 км², уся площа — суходіл.

## Демографія
Згідно з переписом 2010 року, у переписній місцевості мешкало 15 осіб у 8 домогосподарствах у складі 6 родин. Густота населення становила 26 осіб/км².  Було 30 помешкань (52/км²).
Расовий склад населення:
| - 100,0 % — білих |

До двох чи більше рас належало 0,0 %. Частка іспаномовних становила 0,0 % від усіх жителів.
За віковим діапазоном населення розподілялося таким чином: 6,7 % — особи молодші 18 років, 66,6 % — особи у віці 18—64 років, 26,7 % — особи у віці 65 років та старші. Медіана віку мешканця становила 59,8 року. На 100 осіб жіночої статі у переписній місцевості припадало 114,3 чоловіків;  на 100 жінок у віці від 18 років та старших — 133,3 чоловіків також старших 18 років.
Цивільне працевлаштоване населення становило 22 особи. Основні галузі зайнятості: мистецтво, розваги та відпочинок — 100,0 %.